# Grummibach
Der Grummibach ist ein über 5 km langer, rechter und nördlicher Zufluss des Karbachs auf der Marktheidenfelder Platte bei Birkenfeld im unterfränkischen Landkreis Main-Spessart in Bayern.

## Geographie

### Verlauf

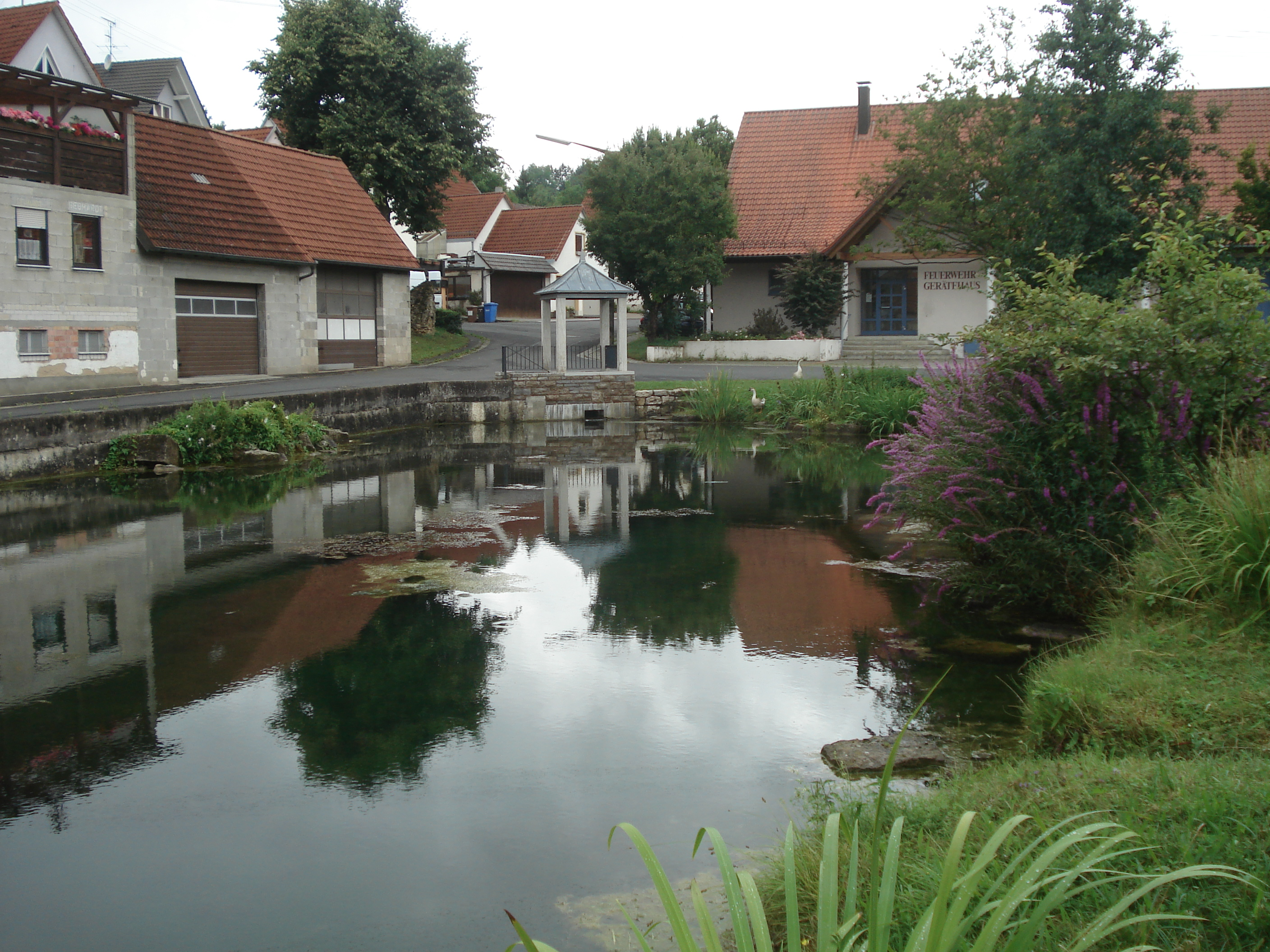
Die Grummibachquelle

Der Grummibach, am Oberlauf auch Mühlgraben genannt, entspringt am nordöstlichen Ortsrand von Urspringen einer mit Natursteinen gefassten Quelle bei der Quellenstraße. Das Wasser speist gleich danach einen Weiher, auf dessen Grund weitere Quellaustritte liegen. Danach fließt der Grummibach in einer Felderlandschaft durch ein kleines Trogtal, dessen linker Hang oft waldbestanden ist, nach Süden auf Birkenfeld zu. Zuletzt speist er vor dem Talausgang einige Weiher, unterquert dann westlich des Ortes die Staatsstraße 2219 und mündet daraufhin an der Weidenmühle nach 5,4 km von rechts in den westlich fließenden Karbach.

### Einzugsgebiet
Der Grummibach entwässert etwa 11,6 km² des Unter-Naturraums Karlstadt-Birkenfelder Kalklößplatten der Marktheidenfelder Platte südwärts zum Karbach. Im Norden grenzt sein Einzugsgebiet an das des Steinfelder Riedbachs, der jenseits aus seinen Oberläufen entsteht und als Buchenbach den Main erreicht. Alle anderen Konkurrenten entwässern dagegen südwärts in den Karbach. Im Nordosten liegt der Einzugsbereich des Kettlichsgrabens an, im übrigen Osten läuft der unbeständige, in Birkenfeld mündende Bürgerlochsgraben parallel.  Auf der Westseite ist der Mauerraingraben, so er denn Wasser führt, mündungsnaher Konkurrent, weiter im Norden dann der bei Karbach mündende Klimbach.
Die nördliche Wasserscheide erreicht die größten Höhen auf dem Hausberg (351 m ü. NHN) etwa 1,5 km nordwestlich der Ortsmitte von Urspringen, im Wetzenschlag (341 m ü. NHN) nördlich und auf dem Meßberg (333 m ü. NHN) knapp 2 km nordöstlich des Dorfes. Weiter im Süden liegt das Gelände nur noch dreimal über der 300-m-Höhenlinie, westlich des Dorfs auf dem Äußeren Lehmberg (332 m ü. NHN) sowie links des Mittellaufes im Mittelholz auf dem Truhberg (306 m ü. NHN) und dem Esberg (313 m ü. NHN) dicht daneben. Die Mündung ganz im Süden liegt auf 200 m ü. NHN.